# Сиренко, Аркадий Васильевич
Арка́дий Васи́льевич Сире́нко (р. 1946) — советский и российский кинорежиссёр и сценарист. Заслуженный деятель искусств Российской Федерации (1992).

## Биография
Родился 27 октября 1946 года в Саратове. В 1975 году окончил режиссёрский факультет ВГИКа (мастерская М. И. Ромма и Л. А. Кулиджанова). С 1977 года — режиссёр киностудии «Мосфильм».

Член Гильдии кинорежиссёров России.

Снимал короткометражные и полнометражные игровые фильмы, телесериалы.

## Фильмография

### Режиссёр
- 1977 — Журавль в небе
- 1981 — Родник
- 1983 — Дважды рождённый
- 1986 — Обида
- 1986 — Первый парень
- 1988 — Отцы
- 1989 — Софья Петровна
- 1991 — Искушение Б.
- 1993 — Лихая парочка
- 2002 — Вянет-пропадает
- 2002 — Шукшинские рассказы
- 2003 — Северный сфинкс

### Сценарист
- 1981 — Родник
- 1989 — Софья Петровна
- 2002 — Шукшинские рассказы

## Призы и награды
- премия Ленинского комсомола (1983) — за художественные фильмы «Ветераны» (1978) и «Родник» (1981) производства киностудии «Мосфильм»
- Заслуженный деятель искусств Российской Федерации (8 декабря 1992 года) — за заслуги в области киноискусства[1].
- Медаль ордена «За заслуги перед Отечеством» II степени (23 ноября 2020 года) — за большой вклад в развитие отечественной культуры и искусства,  многолетнюю плодотворную деятельность[2]